# Tournoi MLS is Back
Le tournoi MLS is Back (en anglais MLS is Back Tournament) ou tournoi MLS est de retour par les agences de presse canadienne,,, est un tournoi de la saison 2020 de la Major League Soccer pour marquer la reprise du championnat après avoir été suspendu en raison de la pandémie de Covid-19,. Sur les vingt-six franchises de la Major League Soccer, vingt-quatre participent au tournoi ; le FC Dallas et le Nashville SC se sont retirés après que plusieurs de leurs joueurs ont été testés positifs à la Covid-19 juste avant leurs premiers matchs,. 
Le tournoi se déroule à huis clos du 8 juillet au 11 août 2020, au complexe ESPN Wide World of Sports du Walt Disney World Resort à Bay Lake, en Floride, près d'Orlando,. Le tournoi comprend un premier tour par poules, qui est compté pour le classement de la saison régulière de la saison en cours, qui qualifie seize équipes pour une phase à élimination directe à partir des huitièmes de finale. 
Le tournoi débouche sur une finale entre les Timbers de Portland et Orlando City SC. Cette finale, très intense, voit la victoire des Timbers qui s'imposent deux buts à un sur l'équipe des Lions,. Les Timbers se qualifient pour la Ligue des champions de la CONCACAF 2021,. Sebastián Blanco reçoit le trophée de meilleur joueur du tournoi, Andre Blake celui du meilleur gardien, tandis que Diego Rossi en est le meilleur buteur avec sept réalisations et également le meilleur jeune. La saison 2020 a repris à la fin du tournoi.

## Contexte
La saison 2020 de la Major League Soccer a commencé le 29 février 2020. Le 12 mars, la saison est suspendue en raison de la pandémie de Covid-19 en Amérique du Nord, à la suite de l'annulation de plusieurs rencontres,. Au moment de l'annulation, les vingt-six franchises ont joué deux rencontres de championnat. Le 19 mars, la suspension est prolongée jusqu'au 10 mai et le 17 avril, elle est de nouveau prolongée jusqu'au 8 juin,. Le 1er mai, la ligue annonce que les joueurs sont autorisés à reprendre l'entraînement individuel en plein air dans les installations de la MLS le 6 mai. La pandémie de Covid-19 est la première interruption de la saison régulière depuis la saison 2001, au cours de laquelle de nombreux matchs de la saison régulière ont été annulés en raison des attentats du 11 septembre 2001.

## Format du tournoi
Le tournoi est annoncé par la Major League Soccer le 10 juin 2020. Les équipes pourront se rendre en Floride à partit du 24 juin, bien qu'elles puissent arriver au plus tard sept jours avant leur premier match. Le tournoi devait comporter cinquante-quatre matchs disputés (réduits par la suite à cinquante-et-un après le retrait du FC Dallas) sur vingt-six jours, tous se déroulent à huis clos sans spectateurs au ESPN Wide World of Sports Complex à Bay Lake, en Floride.
Les vingt-six franchises sont initialement divisées en six groupes en fonction de leur conférence, un groupe avec six équipes et cinq avec quatre équipes. Chaque équipe disputera trois matches de phase de groupes et les résultats compteront pour le classement de la saison régulière de la MLS 2020. Cependant, à la suite du retrait du FC Dallas et de Nashville SC du tournoi, la ligue a reconfiguré les groupes en six groupes, chacun composé de quatre équipes le 9 juillet. Le Fire de Chicago passe du groupe A au B.
Les deux premiers de chaque poule ainsi que les quatre meilleurs troisièmes se qualifient pour la phase éliminatoire de la compétition,. En cas d’égalité à la fin du temps réglementaire d’un match à élimination directe ou de la finale, on passe directement à la séance de tirs au but.
Pendant le tournoi, les équipes sont autorisées à nommer un maximum de douze remplaçants, une augmentation par rapport à la règle de la MLS de sept. De plus, les équipes ont été autorisées à effectuer jusqu'à cinq remplacements par match, à la suite d'un amendement temporaire aux lois du jeu par l'IFAB.
Le vainqueur du tournoi de la MLS is Back se qualifie pour la Ligue des champions de la CONCACAF 2021, qu’il s’agisse d’un club américain ou canadien. Il prend la place qui doit revenir au club de MLS le mieux classé à l’issue de la saison régulière 2020 provenant de la conférence dont ne fait pas partie le vainqueur du Supporters' Shield. Après le tournoi, la saison régulière de la MLS reprend avec un calendrier révisé, qui se terminera par les séries éliminatoires et la coupe de la Major League Soccer.

## Protocole médical
La Major League Soccer annonce un protocole médical, en consultation avec des experts, à utiliser pour le tournoi afin d'assurer la santé et la sécurité des joueurs, des entraîneurs, des officiels et du personnel. Cela comprenant des tests de dépistage de la Covid-19 avant et tout au long du tournoi, le port d'un masque et la distanciation sociale pour éviter qu'une épidémie de Covid-19 ne se produise. Les joueurs et le personnel considérés comme des « individus à haut risque » ne sont pas autorisés à assister au tournoi à moins d'avoir reçu une autorisation médicale. Si quelqu'un est testé positif à la Covid-19, il doit s'isoler selon un protocole strict et détaillé pour empêcher la transmission.
Avant de se rendre à Orlando, tous les joueurs, entraîneurs, arbitres, membres du personnel du club et du personnel de la ligue doivent effectuer deux tests de réaction en chaîne par polymérase (PCR) à 24 heures d'intervalle et 72 heures avant de se rendre au complexe ESPN Wide World of Sports. À leur arrivée, tous les individus doivent passer un autre test PCR et sont mis en quarantaine jusqu'à ce que les résultats des tests arrivent. Toutes les personnes qui sont testées positives doivent subir une évaluation clinique par un professionnel de la santé et sont transférées dans une zone d'isolement de l'hôtel jusqu'à ce qu'elles soient médicalement autorisées.
La Major League Soccer commence à produire des mises à jour sur les résultats des tests de PCR effectués à Orlando le 28 juin. Jusque-là, 329 personnes sont testées pour la Covid-19 et deux joueurs sont testés positifs, tous deux venant d'arriver dans l'établissement. Au cours des deux jours suivants, 392 autres personnes sont testées, dont quatre sont testées positives. Le FC Dallas a ensuite fourni une mise à jour le 1er juillet confirmant que six de leurs joueurs sont testés positifs à la Covid-19 et que le reste de leur délégation est mis en quarantaine dans leurs chambres d'hôtel en attendant les résultats de tests supplémentaires. Du 1er au 2 juillet, 855 personnes sont testées, dont six sont testées positives à la Covid-19, dont quatre sont des joueurs. Du 3 au 4 juillet, deux autres joueurs sont testés positifs à la Covid-19. Entre le 7 et le 8 juillet, la Major League Soccer rapporte que quatre personnes sont testées positives pour la Covid-19, sur 1 888 personnes testées.
Le 6 juillet 2020, le FC Dallas se retire du tournoi en raison de dix joueurs et d'un membre du personnel du club testés positifs pour la Covid-19,, après que leur match d'ouverture est initialement reporté. Puis, le 9 juillet, Nashville SC se retire également du tournoi après que neuf joueurs du club sont testés positifs pour le virus,, après que leur match d'ouverture est initialement reporté.
Le 12 juillet 2020, la rencontre entre le Toronto FC et le D.C. United est reporté avant le coup d'envoi après qu'au moins un joueur est testé positif à la Covid-19. Le match est reporté pour le jour suivant le 13 juillet, tandis que les deux joueurs qui ont reçu le test positif, sont non concluant et sont autorisés à reprendre leurs activités. Pendant ce temps, le 14 juillet, la Major League Soccer annonce qu'aucune personne n'est testée positive parmi les équipes participantes encore au tournoi, alors qu'il y a un seul cas positif sur les deux équipes qui se sont retirées du tournoi. À partir du 16 juillet, la MLS n'a enregistré aucun test positif à la Covid-19 au sein de la délégation séjournant au complexe sportif.

## Calendrier des rencontres
Jusqu'à trois matches ont lieu chaque jour pendant la phase de groupes, avec des heures de coup d'envoi à 9 h, 20 h et 22 h 30, en raison du climat en Floride. Aucun match ne s'est chevauché pendant le tournoi. Le calendrier complet des rencontres du tournoi est annoncé le 24 juin 2020.
| Phase de groupes            |                           |    |
| Match 1                     | du 8 au 13 juillet        | 24 |
| Match 2                     | du 14 au 18 juillet       | 24 |
| Match 3                     | du 19 au 23 juillet       | 24 |
| Phase à élimination directe |                           |    |
| Huitièmes de finale         | du 25 au 28 juillet       | 16 |
| Quarts de finale            | du 30 juillet au 1er août | 8  |
| Demi-finale                 | du 5 au 6 août            | 4  |
| Finale                      | 11 août                   | 2  |

## Déroulement du tournoi

### Premier tour - phase de groupes

#### Tirage au sort
Le tirage au sort de la phase de groupes a lieu le 11 juin 2020 à 15 h 30 et les maîtres de cérémonie sont Charlie Davies et Susannah Collins. Les 26 franchises sont réparties en six groupes en fonction de leur conférence. Pour permettre un nombre pair d'équipes dans chaque groupe pour le tournoi, Nashville SC est déplacé de la Conférence Ouest à la Conférence Est pour le reste de la saison 2020. Les quatorze équipes de la Conférence Est sont regroupées en un groupe de six équipes (Groupe A) et deux groupes de quatre équipes (Groupes C et E). Les douze équipes de la Conférence Ouest ont été réparties en trois groupes de quatre équipes (Groupes B, D et F).
Orlando City SC est considéré comme « l'équipe hôte » du tournoi et désigné tête de série du Groupe A. De plus, l’Inter Miami accompagne Orlando dans le Groupe A. Dans le cadre de la décision de la Major League Soccer de reprendre la saison en Floride, le match d’ouverture entre l’Orlando City SC et l’Inter Miami CF donnera le coup d’envoi du tournoi,. Les cinq autres têtes de séries sont les demi-finalistes de la phase finale de la saison 2019 (Atlanta United, Los Angeles FC, Sounders de Seattle et Toronto FC), ainsi que le Real Salt Lake (équipe provenant de la Conférence Ouest la mieux classée parmi les autres à l’issue de la saison régulière de 2019). Les têtes de série sont placées en premier dans leur groupe, un tirage au sort permet ensuite de répartir les vingt autres clubs dans les groupes en fonction des conférences.
Le tirage au sort a donné lieu aux groupes suivants :
| Pos | Équipe                |
| --- | --------------------- |
| A1  | Orlando City SC       |
| A2  | Inter Miami           |
| A3  | New York City FC      |
| A4  | Union de Philadelphie |
| A5  | Fire de Chicago       |
| A6  | Nashville SC          |

| Pos | Équipe                  |
| --- | ----------------------- |
| B1  | Sounders de Seattle     |
| B2  | FC Dallas               |
| B3  | Whitecaps de Vancouver  |
| B4  | Earthquakes de San José |

| Pos | Équipe               |
| --- | -------------------- |
| C1  | Toronto FC           |
| C2  | Revolution de la N-A |
| C3  | Impact de Montréal   |
| C4  | D.C. United          |

| Pos | Équipe                  |
| --- | ----------------------- |
| D1  | Real Salt Lake          |
| D2  | Sporting de Kansas City |
| D3  | Rapids du Colorado      |
| D4  | Minnesota United        |

| Pos | Équipe                |
| --- | --------------------- |
| E1  | Atlanta United        |
| E2  | FC Cincinnati         |
| E3  | Red Bulls de New York |
| E4  | Crew de Columbus      |

| Pos | Équipe                |
| --- | --------------------- |
| F1  | Los Angeles FC        |
| F2  | Galaxy de Los Angeles |
| F3  | Dynamo de Houston     |
| F4  | Timbers de Portland   |

Le 9 juillet 2020, à la suite du retrait du FC Dallas et du Nashville SC,, la Major League Soccer annonce que le Fire de Chicago passe du groupe A au groupe B, le groupe A devenant ainsi un groupe à quatre équipes. En conséquence, le Fire de Chicago devient la seule équipe de la Conférence Est dans un groupe de la Conférence Ouest.

#### Groupe A
|   | Équipe                | Pts | J | G | N | P | BP | BC | Diff |
| 1 | Orlando City SC       | 7   | 3 | 2 | 1 | 0 | 6  | 3  | +3   |
| 2 | Union de Philadelphie | 7   | 3 | 2 | 1 | 0 | 4  | 2  | +2   |
| 3 | New York City FC      | 3   | 3 | 1 | 0 | 2 | 2  | 4  | -2   |
| 4 | Inter Miami           | 0   | 3 | 0 | 0 | 3 | 2  | 5  | -3   |

| 8 juillet 2020       | Orlando City SC        | 2 - 1   | Inter Miami |                                                    |                                                    |
| 20h00 (heure locale) | Mueller 70e Nani 90+7e | (0 - 0) | 47e Agudelo | Spectateurs : Huis clos Arbitrage : Rubiel Vazquez | Spectateurs : Huis clos Arbitrage : Rubiel Vazquez |
| 20h00 (heure locale) | Rapport                |         |             | Spectateurs : Huis clos Arbitrage : Rubiel Vazquez | Spectateurs : Huis clos Arbitrage : Rubiel Vazquez |

| 9 juillet 2020      | New York City FC | 0 - 1   | Union de Philadelphie |                                                        |                                                        |
| 9h00 (heure locale) |                  | (0 - 0) | 63e Bedoya            | Spectateurs : Huis clos Arbitrage : Armando Villarreal | Spectateurs : Huis clos Arbitrage : Armando Villarreal |
| 9h00 (heure locale) | Rapport          |         |                       | Spectateurs : Huis clos Arbitrage : Armando Villarreal | Spectateurs : Huis clos Arbitrage : Armando Villarreal |

| 14 juillet 2020      | New York City FC | 1 - 3   | Orlando City SC             |                                                   |                                                   |
| 20h00 (heure locale) | Medina 38e       | (1 - 2) | 4e 10e Mueller 81e Akindele | Spectateurs : Huis clos Arbitrage : Robert Sibiga | Spectateurs : Huis clos Arbitrage : Robert Sibiga |
| 20h00 (heure locale) | Rapport          |         |                             | Spectateurs : Huis clos Arbitrage : Robert Sibiga | Spectateurs : Huis clos Arbitrage : Robert Sibiga |

| 14 juillet 2020      | Union de Philadelphie   | 2 - 1   | Inter Miami |                                                     |                                                     |
| 22h30 (heure locale) | Wagner 5e Przybyłko 63e | (1 - 1) | 36e Pizarro | Spectateurs : Huis clos Arbitrage : Silviu Petrescu | Spectateurs : Huis clos Arbitrage : Silviu Petrescu |
| 22h30 (heure locale) | Rapport                 |         |             | Spectateurs : Huis clos Arbitrage : Silviu Petrescu | Spectateurs : Huis clos Arbitrage : Silviu Petrescu |

| 20 juillet 2020     | Inter Miami | 0 - 1   | New York City FC   |                                                     |                                                     |
| 9h00 (heure locale) |             | (0 - 0) | 64e Tajouri-Shradi | Spectateurs : Huis clos Arbitrage : Rosendo Mendoza | Spectateurs : Huis clos Arbitrage : Rosendo Mendoza |
| 9h00 (heure locale) | Rapport     |         |                    | Spectateurs : Huis clos Arbitrage : Rosendo Mendoza | Spectateurs : Huis clos Arbitrage : Rosendo Mendoza |

| 20 juillet 2020      | Union de Philadelphie | 1 - 1   | Orlando City SC |                                                    |                                                    |
| 20h00 (heure locale) | Ilsinho 68e           | (0 - 0) | 70e Pereyra     | Spectateurs : Huis clos Arbitrage : Rubiel Vazquez | Spectateurs : Huis clos Arbitrage : Rubiel Vazquez |
| 20h00 (heure locale) | Rapport               |         |                 | Spectateurs : Huis clos Arbitrage : Rubiel Vazquez | Spectateurs : Huis clos Arbitrage : Rubiel Vazquez |

#### Groupe B
|   | Équipe                  | Pts | J | G | N | P | BP | BC | Diff |
| 1 | Earthquakes de San José | 7   | 3 | 2 | 1 | 0 | 6  | 3  | +3   |
| 2 | Sounders de Seattle     | 4   | 3 | 1 | 1 | 1 | 4  | 2  | +2   |
| 3 | Whitecaps de Vancouver  | 3   | 3 | 1 | 0 | 2 | 5  | 7  | -2   |
| 4 | Fire de Chicago         | 3   | 3 | 1 | 0 | 2 | 2  | 5  | -3   |

| 10 juillet 2020      | Sounders de Seattle | 0 - 0   | Earthquakes de San José |                                                  |                                                  |
| 21h00 (heure locale) |                     | (0 - 0) |                         | Spectateurs : Huis clos Arbitrage : Drew Fischer | Spectateurs : Huis clos Arbitrage : Drew Fischer |
| 21h00 (heure locale) | Rapport             |         |                         | Spectateurs : Huis clos Arbitrage : Drew Fischer | Spectateurs : Huis clos Arbitrage : Drew Fischer |

| 14 juillet 2020     | Fire de Chicago      | 2 - 1   | Sounders de Seattle |                                                     |                                                     |
| 9h00 (heure locale) | Berić 52e Pineda 84e | (0 - 0) | 77e Bwana           | Spectateurs : Huis clos Arbitrage : Rosendo Mendoza | Spectateurs : Huis clos Arbitrage : Rosendo Mendoza |
| 9h00 (heure locale) | Rapport              |         |                     | Spectateurs : Huis clos Arbitrage : Rosendo Mendoza | Spectateurs : Huis clos Arbitrage : Rosendo Mendoza |

| 15 juillet 2020      | Whitecaps de Vancouver               | 3 - 4   | Earthquakes de San José                             |                                                        |                                                        |
| 21h00 (heure locale) | Adnan 7e Judson 22e (csc) Dájome 59e | (2 - 1) | 45+2e Ríos 72e Wondolowski 81e Alanís 90+8e Salinas | Spectateurs : Huis clos Arbitrage : Marcos de Oliveira | Spectateurs : Huis clos Arbitrage : Marcos de Oliveira |
| 21h00 (heure locale) | Rapport                              |         |                                                     | Spectateurs : Huis clos Arbitrage : Marcos de Oliveira | Spectateurs : Huis clos Arbitrage : Marcos de Oliveira |

| 19 juillet 2020      | Fire de Chicago | 0 - 2   | Earthquakes de San José      |                                                  |                                                  |
| 20h00 (heure locale) |                 | (0 - 0) | 56e Espinoza 83e Wondolowski | Spectateurs : Huis clos Arbitrage : Ramy Touchan | Spectateurs : Huis clos Arbitrage : Ramy Touchan |
| 20h00 (heure locale) | Rapport         |         |                              | Spectateurs : Huis clos Arbitrage : Ramy Touchan | Spectateurs : Huis clos Arbitrage : Ramy Touchan |

| 19 juillet 2020      | Sounders de Seattle                       | 3 - 0   | Whitecaps de Vancouver |                                                   |                                                   |
| 22h30 (heure locale) | Lodeiro 16e (pen.) Morris 34e Ruidíaz 51e | (2 - 0) |                        | Spectateurs : Huis clos Arbitrage : Robert Sibiga | Spectateurs : Huis clos Arbitrage : Robert Sibiga |
| 22h30 (heure locale) | Rapport                                   |         |                        | Spectateurs : Huis clos Arbitrage : Robert Sibiga | Spectateurs : Huis clos Arbitrage : Robert Sibiga |

| 23 juillet 2020     | Fire de Chicago | 0 - 2   | Whitecaps de Vancouver |                                                        |                                                        |
| 9h00 (heure locale) |                 | (0 - 0) | 65e Reyna 71e Dájome   | Spectateurs : Huis clos Arbitrage : Armando Villarreal | Spectateurs : Huis clos Arbitrage : Armando Villarreal |
| 9h00 (heure locale) | Rapport         |         |                        | Spectateurs : Huis clos Arbitrage : Armando Villarreal | Spectateurs : Huis clos Arbitrage : Armando Villarreal |

#### Groupe C
|   | Équipe                               | Pts | J | G | N | P | BP | BC | Diff |
| 1 | Toronto FC                           | 5   | 3 | 1 | 2 | 0 | 6  | 5  | +1   |
| 2 | Revolution de la Nouvelle-Angleterre | 5   | 3 | 1 | 2 | 0 | 2  | 1  | +1   |
| 3 | Impact de Montréal                   | 3   | 3 | 1 | 0 | 2 | 4  | 5  | -1   |
| 4 | D.C. United                          | 2   | 3 | 0 | 2 | 1 | 3  | 4  | -1   |

| 9 juillet 2020       | Impact de Montréal | 0 - 1   | Revolution de la Nouvelle-Angleterre |                                                        |                                                        |
| 20h00 (heure locale) |                    | (0 - 0) | 56e Bou                              | Spectateurs : Huis clos Arbitrage : Guido Gonzales Jr. | Spectateurs : Huis clos Arbitrage : Guido Gonzales Jr. |
| 20h00 (heure locale) | Rapport            |         |                                      | Spectateurs : Huis clos Arbitrage : Guido Gonzales Jr. | Spectateurs : Huis clos Arbitrage : Guido Gonzales Jr. |

| 13 juillet 2020     | Toronto FC      | 2 - 2   | D.C. United                |                                                   |                                                   |
| 9h00 (heure locale) | Akinola 12e 44e | (2 - 0) | 84e Higuaín 90+1e Brillant | Spectateurs : Huis clos Arbitrage : Fotis Bazakos | Spectateurs : Huis clos Arbitrage : Fotis Bazakos |
| 9h00 (heure locale) | Rapport         |         |                            | Spectateurs : Huis clos Arbitrage : Fotis Bazakos | Spectateurs : Huis clos Arbitrage : Fotis Bazakos |

| 16 juillet 2020      | Impact de Montréal                        | 3 - 4   | Toronto FC                    |                                                  |                                                  |
| 20h00 (heure locale) | Quioto 14e Taïder 37e (pen.) 90+5e (pen.) | (2 - 3) | 8e Laryea 25e 37e 83e Akinola | Spectateurs : Huis clos Arbitrage : Jair Marrufo | Spectateurs : Huis clos Arbitrage : Jair Marrufo |
| 20h00 (heure locale) | Rapport                                   |         |                               | Spectateurs : Huis clos Arbitrage : Jair Marrufo | Spectateurs : Huis clos Arbitrage : Jair Marrufo |

| 17 juillet 2020      | D.C. United | 1 - 1   | Revolution de la Nouvelle-Angleterre |                                                      |                                                      |
| 20h00 (heure locale) | Higuaín 72e | (0 - 0) | 51e Buksa                            | Spectateurs : Huis clos Arbitrage : Joseph Dickerson | Spectateurs : Huis clos Arbitrage : Joseph Dickerson |
| 20h00 (heure locale) | Rapport     |         |                                      | Spectateurs : Huis clos Arbitrage : Joseph Dickerson | Spectateurs : Huis clos Arbitrage : Joseph Dickerson |

| 21 juillet 2020     | Toronto FC | 0 - 0   | Revolution de la Nouvelle-Angleterre |                                                  |                                                  |
| 9h00 (heure locale) |            | (0 - 0) |                                      | Spectateurs : Huis clos Arbitrage : Jair Marrufo | Spectateurs : Huis clos Arbitrage : Jair Marrufo |
| 9h00 (heure locale) | Rapport    |         |                                      | Spectateurs : Huis clos Arbitrage : Jair Marrufo | Spectateurs : Huis clos Arbitrage : Jair Marrufo |

| 21 juillet 2020      | Impact de Montréal | 1 - 0   | D.C. United |                                                    |                                                    |
| 22h30 (heure locale) | Taïder 31e         | (1 - 0) |             | Spectateurs : Huis clos Arbitrage : Alex Chilowicz | Spectateurs : Huis clos Arbitrage : Alex Chilowicz |
| 22h30 (heure locale) | Rapport            |         |             | Spectateurs : Huis clos Arbitrage : Alex Chilowicz | Spectateurs : Huis clos Arbitrage : Alex Chilowicz |

#### Groupe D
|   | Équipe                  | Pts | J | G | N | P | BP | BC | Diff |
| 1 | Sporting de Kansas City | 6   | 3 | 2 | 0 | 1 | 6  | 4  | +2   |
| 2 | Minnesota United        | 5   | 3 | 1 | 2 | 0 | 4  | 3  | +1   |
| 3 | Real Salt Lake          | 4   | 3 | 1 | 1 | 1 | 2  | 2  | 0    |
| 4 | Rapids du Colorado      | 1   | 3 | 0 | 1 | 2 | 4  | 7  | -3   |

| 12 juillet 2020      | Sporting de Kansas City | 1 - 2   | Minnesota United                 |                                                      |                                                      |
| 20h00 (heure locale) | Shelton 43e             | (1 - 0) | 90+2e (csc) Shelton 90+7e Molino | Spectateurs : Huis clos Arbitrage : Joseph Dickerson | Spectateurs : Huis clos Arbitrage : Joseph Dickerson |
| 20h00 (heure locale) | Rapport                 |         |                                  | Spectateurs : Huis clos Arbitrage : Joseph Dickerson | Spectateurs : Huis clos Arbitrage : Joseph Dickerson |

| 12 juillet 2020      | Real Salt Lake          | 2 - 0   | Rapids du Colorado |                                                  |                                                  |
| 22h30 (heure locale) | Rusnák 27e Kreilach 76e | (1 - 0) |                    | Spectateurs : Huis clos Arbitrage : Jair Marrufo | Spectateurs : Huis clos Arbitrage : Jair Marrufo |
| 22h30 (heure locale) | Rapport                 |         |                    | Spectateurs : Huis clos Arbitrage : Jair Marrufo | Spectateurs : Huis clos Arbitrage : Jair Marrufo |

| 17 juillet 2020      | Sporting de Kansas City                  | 3 - 2   | Rapids du Colorado  |                                                  |                                                  |
| 20h00 (heure locale) | Shelton 65e Pulido 72e (pen.) Zusi 90+1e | (0 - 1) | 6e Acosta 84e Lewis | Spectateurs : Huis clos Arbitrage : David Gantar | Spectateurs : Huis clos Arbitrage : David Gantar |
| 20h00 (heure locale) | Rapport                                  |         |                     | Spectateurs : Huis clos Arbitrage : David Gantar | Spectateurs : Huis clos Arbitrage : David Gantar |

| 17 juillet 2020      | Real Salt Lake | 0 - 0   | Minnesota United |                                                    |                                                    |
| 22h30 (heure locale) |                | (0 - 0) |                  | Spectateurs : Huis clos Arbitrage : Alex Chilowicz | Spectateurs : Huis clos Arbitrage : Alex Chilowicz |
| 22h30 (heure locale) | Rapport        |         |                  | Spectateurs : Huis clos Arbitrage : Alex Chilowicz | Spectateurs : Huis clos Arbitrage : Alex Chilowicz |

| 22 juillet 2020      | Real Salt Lake | 0 - 2   | Sporting de Kansas City |                                                   |                                                   |
| 21h00 (heure locale) |                | (0 - 1) | 1re Russell 86e Gerso   | Spectateurs : Huis clos Arbitrage : Fotis Bazakos | Spectateurs : Huis clos Arbitrage : Fotis Bazakos |
| 21h00 (heure locale) | Rapport        |         |                         | Spectateurs : Huis clos Arbitrage : Fotis Bazakos | Spectateurs : Huis clos Arbitrage : Fotis Bazakos |

| 22 juillet 2020      | Rapids du Colorado   | 2 - 2   | Minnesota United |                                                        |                                                        |
| 22h30 (heure locale) | Kamara 19e Lewis 59e | (1 - 2) | 36e 43e Finlay   | Spectateurs : Huis clos Arbitrage : Guido Gonzales Jr. | Spectateurs : Huis clos Arbitrage : Guido Gonzales Jr. |
| 22h30 (heure locale) | Rapport              |         |                  | Spectateurs : Huis clos Arbitrage : Guido Gonzales Jr. | Spectateurs : Huis clos Arbitrage : Guido Gonzales Jr. |

#### Groupe E
|   | Équipe                | Pts | J | G | N | P | BP | BC | Diff |
| 1 | Crew de Columbus      | 9   | 3 | 3 | 0 | 0 | 7  | 0  | +7   |
| 2 | FC Cincinnati         | 6   | 3 | 2 | 0 | 1 | 3  | 4  | -1   |
| 3 | Red Bulls de New York | 3   | 3 | 1 | 0 | 2 | 1  | 4  | -3   |
| 4 | Atlanta United        | 0   | 3 | 0 | 0 | 3 | 0  | 3  | -3   |

| 11 juillet 2020      | Atlanta United | 0 - 1   | Red Bulls de New York |                                                   |                                                   |
| 20h45 (heure locale) |                | (0 - 1) | 4e Valot              | Spectateurs : Huis clos Arbitrage : Allen Chapman | Spectateurs : Huis clos Arbitrage : Allen Chapman |
| 20h45 (heure locale) | Rapport        |         |                       | Spectateurs : Huis clos Arbitrage : Allen Chapman | Spectateurs : Huis clos Arbitrage : Allen Chapman |

| 11 juillet 2020      | FC Cincinnati | 0 - 4   | Crew de Columbus                         |                                                   |                                                   |
| 23h20 (heure locale) |               | (0 - 2) | 27e Zelarayán 30e 49e Zardes 60e Mokhtar | Spectateurs : Huis clos Arbitrage : Ismail Elfath | Spectateurs : Huis clos Arbitrage : Ismail Elfath |
| 23h20 (heure locale) | Rapport       |         |                                          | Spectateurs : Huis clos Arbitrage : Ismail Elfath | Spectateurs : Huis clos Arbitrage : Ismail Elfath |

| 16 juillet 2020     | Atlanta United | 0 - 1   | FC Cincinnati |                                                  |                                                  |
| 9h00 (heure locale) |                | (0 - 0) | 76e Amaya     | Spectateurs : Huis clos Arbitrage : Victor Rivas | Spectateurs : Huis clos Arbitrage : Victor Rivas |
| 9h00 (heure locale) | Rapport        |         |               | Spectateurs : Huis clos Arbitrage : Victor Rivas | Spectateurs : Huis clos Arbitrage : Victor Rivas |

| 16 juillet 2020      | Crew de Columbus         | 2 - 0   | Red Bulls de New York |                                                  |                                                  |
| 22h30 (heure locale) | Zardes 22e Zelarayán 47e | (1 - 0) |                       | Spectateurs : Huis clos Arbitrage : Ramy Touchan | Spectateurs : Huis clos Arbitrage : Ramy Touchan |
| 22h30 (heure locale) | Rapport                  |         |                       | Spectateurs : Huis clos Arbitrage : Ramy Touchan | Spectateurs : Huis clos Arbitrage : Ramy Touchan |

| 21 juillet 2020      | Atlanta United | 0 - 1   | Crew de Columbus |                                                  |                                                  |
| 20h00 (heure locale) |                | (0 - 1) | 18e Mokhtar      | Spectateurs : Huis clos Arbitrage : Timothy Ford | Spectateurs : Huis clos Arbitrage : Timothy Ford |
| 20h00 (heure locale) | Rapport        |         |                  | Spectateurs : Huis clos Arbitrage : Timothy Ford | Spectateurs : Huis clos Arbitrage : Timothy Ford |

| 22 juillet 2020      | FC Cincinnati            | 2 - 0   | Red Bulls de New York |                                                        |                                                        |
| 20h00 (heure locale) | Kubo 43e Valot 56e (csc) | (1 - 0) |                       | Spectateurs : Huis clos Arbitrage : Marcos de Oliveira | Spectateurs : Huis clos Arbitrage : Marcos de Oliveira |
| 20h00 (heure locale) | Rapport                  |         |                       | Spectateurs : Huis clos Arbitrage : Marcos de Oliveira | Spectateurs : Huis clos Arbitrage : Marcos de Oliveira |

#### Groupe F
|   | Équipe                | Pts | J | G | N | P | BP | BC | Diff |
| 1 | Timbers de Portland   | 7   | 3 | 2 | 1 | 0 | 6  | 4  | +2   |
| 2 | Los Angeles FC        | 5   | 3 | 1 | 2 | 0 | 11 | 7  | +4   |
| 3 | Dynamo de Houston     | 2   | 3 | 0 | 2 | 1 | 5  | 6  | -1   |
| 4 | Galaxy de Los Angeles | 1   | 3 | 0 | 1 | 2 | 4  | 9  | -5   |

| 13 juillet 2020      | Los Angeles FC                                 | 3 - 3   | Dynamo de Houston              |                                                  |                                                  |
| 20h00 (heure locale) | Wright-Phillips 19e Rossi 63e B. Rodríguez 69e | (1 - 3) | 8e 30e M. Rodríguez 45+5e Elis | Spectateurs : Huis clos Arbitrage : Timothy Ford | Spectateurs : Huis clos Arbitrage : Timothy Ford |
| 20h00 (heure locale) | Rapport                                        |         |                                | Spectateurs : Huis clos Arbitrage : Timothy Ford | Spectateurs : Huis clos Arbitrage : Timothy Ford |

| 13 juillet 2020      | Galaxy de Los Angeles | 1 - 2   | Timbers de Portland     |                                                  |                                                  |
| 22h30 (heure locale) | Hernández 88e         | (0 - 0) | 59e Ebobisse 66e Blanco | Spectateurs : Huis clos Arbitrage : Ramy Touchan | Spectateurs : Huis clos Arbitrage : Ramy Touchan |
| 22h30 (heure locale) | Rapport               |         |                         | Spectateurs : Huis clos Arbitrage : Ramy Touchan | Spectateurs : Huis clos Arbitrage : Ramy Touchan |

| 18 juillet 2020      | Timbers de Portland     | 2 - 1   | Dynamo de Houston |                                                   |                                                   |
| 20h00 (heure locale) | Ebobisse 35e Valeri 61e | (1 - 0) | 86e (pen.) Elis   | Spectateurs : Huis clos Arbitrage : Ismail Elfath | Spectateurs : Huis clos Arbitrage : Ismail Elfath |
| 20h00 (heure locale) | Rapport                 |         |                   | Spectateurs : Huis clos Arbitrage : Ismail Elfath | Spectateurs : Huis clos Arbitrage : Ismail Elfath |

| 18 juillet 2020      | Los Angeles FC                                                    | 6 - 2   | Galaxy de Los Angeles              |                                                   |                                                   |
| 22h30 (heure locale) | Rossi 13e (pen.) 45+2e 75e 90+2e Wright-Phillips 56e El Monir 80e | (2 - 2) | 5e (csc) Blessing 31e (pen.) Pavón | Spectateurs : Huis clos Arbitrage : Allen Chapman | Spectateurs : Huis clos Arbitrage : Allen Chapman |
| 22h30 (heure locale) | Rapport                                                           |         |                                    | Spectateurs : Huis clos Arbitrage : Allen Chapman | Spectateurs : Huis clos Arbitrage : Allen Chapman |

| 23 juillet 2020      | Galaxy de Los Angeles | 1 - 1   | Dynamo de Houston |                                                  |                                                  |
| 20h00 (heure locale) | Pavón 90+1e (pen.)    | (0 - 1) | 17e Quintero      | Spectateurs : Huis clos Arbitrage : Victor Rivas | Spectateurs : Huis clos Arbitrage : Victor Rivas |
| 20h00 (heure locale) | Rapport               |         |                   | Spectateurs : Huis clos Arbitrage : Victor Rivas | Spectateurs : Huis clos Arbitrage : Victor Rivas |

| 23 juillet 2020      | Los Angeles FC               | 2 - 2   | Timbers de Portland      |                                                  |                                                  |
| 22h30 (heure locale) | Wright-Phillips 36e Kaye 40e | (2 - 1) | 7e Niezgoda 81e Ebobisse | Spectateurs : Huis clos Arbitrage : Drew Fischer | Spectateurs : Huis clos Arbitrage : Drew Fischer |
| 22h30 (heure locale) | Rapport                      |         |                          | Spectateurs : Huis clos Arbitrage : Drew Fischer | Spectateurs : Huis clos Arbitrage : Drew Fischer |

#### Meilleurs troisièmes
Les 4 meilleures équipes classées troisièmes de leur poule sont repêchés pour compléter le tableau des huitièmes de finale. Un classement comparatif des résultats de chacune des 6 équipes concernées est effectué afin de les départager, selon les critères :
1. plus grand nombre de points obtenus ;
2. meilleure différence de buts ;
3. plus grand nombre de buts marqués ;
4. classement des points disciplinaires (deux cartons jaunes dans le même match ou un carton rouge direct équivalent à -3 points, et un carton jaune à -1 point).

| Rang | Gr. | Équipe                 | Pts | Matchs | Matchs | Matchs | Matchs | Buts | Buts | Buts  |
| Rang | Gr. | Équipe                 | Pts | J      | G      | N      | P      | BP   | BC   | Diff. |
| ---- | --- | ---------------------- | --- | ------ | ------ | ------ | ------ | ---- | ---- | ----- |
| 1    | D   | Real Salt Lake         | 4   | 3      | 1      | 1      | 1      | 2    | 2    | 0     |
| 2    | C   | Impact de Montréal     | 3   | 3      | 1      | 0      | 2      | 4    | 5    | -1    |
| 3    | B   | Whitecaps de Vancouver | 3   | 3      | 1      | 0      | 2      | 5    | 7    | -2    |
| 4    | A   | New York City FC       | 3   | 3      | 1      | 0      | 2      | 2    | 4    | -2    |
| 5    | E   | Red Bulls de New York  | 3   | 3      | 1      | 0      | 2      | 1    | 4    | -3    |
| 6    | F   | Dynamo de Houston      | 2   | 3      | 0      | 2      | 1      | 5    | 6    | -1    |

     Équipe qualifiée en tant que meilleure 3e.

### Tableau final
|  | Huitièmes de finale                  | Huitièmes de finale                  | Huitièmes de finale     | Huitièmes de finale     |                         |                         | Quarts de finale | Quarts de finale | Quarts de finale | Quarts de finale |  |  | Demi-finales | Demi-finales | Demi-finales | Demi-finales |  |  | Finale       | Finale       | Finale       | Finale       |
|  |                                      |                                      |                         |                         |                         |                         |                  |                  |                  |                  |  |  |              |              |              |              |  |  |              |              |              |              |
|  | 25 juillet 2020                      | 25 juillet 2020                      | 25 juillet 2020         | 25 juillet 2020         |                         |                         | 30 juillet 2020  | 30 juillet 2020  | 30 juillet 2020  | 30 juillet 2020  |  |  | 5 août 2020  | 5 août 2020  | 5 août 2020  | 5 août 2020  |  |  | 11 août 2020 | 11 août 2020 | 11 août 2020 | 11 août 2020 |
|  | Union de Philadelphie                | Union de Philadelphie                | 1                       | 1                       |                         |                         | 30 juillet 2020  | 30 juillet 2020  | 30 juillet 2020  | 30 juillet 2020  |  |  | 5 août 2020  | 5 août 2020  | 5 août 2020  | 5 août 2020  |  |  | 11 août 2020 | 11 août 2020 | 11 août 2020 | 11 août 2020 |
|  | Union de Philadelphie                | Union de Philadelphie                | 1                       | 1                       |                         |                         | 30 juillet 2020  | 30 juillet 2020  | 30 juillet 2020  | 30 juillet 2020  |  |  | 5 août 2020  | 5 août 2020  | 5 août 2020  | 5 août 2020  |  |  | 11 août 2020 | 11 août 2020 | 11 août 2020 | 11 août 2020 |
|  | Revolution de la Nouvelle-Angleterre | Revolution de la Nouvelle-Angleterre | 0                       | 0                       |                         |                         | 30 juillet 2020  | 30 juillet 2020  | 30 juillet 2020  | 30 juillet 2020  |  |  | 5 août 2020  | 5 août 2020  | 5 août 2020  | 5 août 2020  |  |  | 11 août 2020 | 11 août 2020 | 11 août 2020 | 11 août 2020 |
|  | Revolution de la Nouvelle-Angleterre | Revolution de la Nouvelle-Angleterre | 0                       | 0                       | Union de Philadelphie   | Union de Philadelphie   | 3                | 3                |                  |                  |  |  | 5 août 2020  | 5 août 2020  | 5 août 2020  | 5 août 2020  |  |  | 11 août 2020 | 11 août 2020 | 11 août 2020 | 11 août 2020 |
|  | 26 juillet 2020                      |                                      |                         |                         | Union de Philadelphie   | Union de Philadelphie   | 3                | 3                |                  |                  |  |  | 5 août 2020  | 5 août 2020  | 5 août 2020  | 5 août 2020  |  |  | 11 août 2020 | 11 août 2020 | 11 août 2020 | 11 août 2020 |
|  |                                      |                                      | Sporting de Kansas City | Sporting de Kansas City | 1                       | 1                       |                  |                  |                  |                  |  |  | 5 août 2020  | 5 août 2020  | 5 août 2020  | 5 août 2020  |  |  | 11 août 2020 | 11 août 2020 | 11 août 2020 | 11 août 2020 |
|  | Sporting de Kansas City tab          | Sporting de Kansas City tab          | Sporting de Kansas City | Sporting de Kansas City | 1                       | 1                       | 0 (3)            | 0 (3)            |                  |                  |  |  | 5 août 2020  | 5 août 2020  | 5 août 2020  | 5 août 2020  |  |  | 11 août 2020 | 11 août 2020 | 11 août 2020 | 11 août 2020 |
|  | Sporting de Kansas City tab          | Sporting de Kansas City tab          | 1er août 2020           |                         |                         |                         | 0 (3)            | 0 (3)            |                  |                  |  |  | 5 août 2020  | 5 août 2020  | 5 août 2020  | 5 août 2020  |  |  | 11 août 2020 | 11 août 2020 | 11 août 2020 | 11 août 2020 |
|  | Whitecaps de Vancouver               | Whitecaps de Vancouver               | 0 (1)                   | 0 (1)                   |                         |                         |                  |                  |                  |                  |  |  | 5 août 2020  | 5 août 2020  | 5 août 2020  | 5 août 2020  |  |  | 11 août 2020 | 11 août 2020 | 11 août 2020 | 11 août 2020 |
|  | Whitecaps de Vancouver               | Whitecaps de Vancouver               | 0 (1)                   | 0 (1)                   | Union de Philadelphie   | Union de Philadelphie   | 1                | 1                |                  |                  |  |  |              |              |              |              |  |  | 11 août 2020 | 11 août 2020 | 11 août 2020 | 11 août 2020 |
|  | 26 juillet 2020                      |                                      |                         |                         | Union de Philadelphie   | Union de Philadelphie   | 1                | 1                |                  |                  |  |  |              |              |              |              |  |  | 11 août 2020 | 11 août 2020 | 11 août 2020 | 11 août 2020 |
|  |                                      |                                      | Timbers de Portland     | Timbers de Portland     | 2                       | 2                       |                  |                  |                  |                  |  |  |              |              |              |              |  |  | 11 août 2020 | 11 août 2020 | 11 août 2020 | 11 août 2020 |
|  | Toronto FC                           | Toronto FC                           | Timbers de Portland     | Timbers de Portland     | 2                       | 2                       | 1                | 1                |                  |                  |  |  |              |              |              |              |  |  | 11 août 2020 | 11 août 2020 | 11 août 2020 | 11 août 2020 |
|  | Toronto FC                           | Toronto FC                           | 6 août 2020             |                         |                         |                         | 1                | 1                |                  |                  |  |  |              |              |              |              |  |  | 11 août 2020 | 11 août 2020 | 11 août 2020 | 11 août 2020 |
|  | New York City FC                     | New York City FC                     | 3                       | 3                       |                         |                         |                  |                  |                  |                  |  |  |              |              |              |              |  |  | 11 août 2020 | 11 août 2020 | 11 août 2020 | 11 août 2020 |
|  | New York City FC                     | New York City FC                     | 3                       | 3                       | New York City FC        | New York City FC        | 1                | 1                |                  |                  |  |  |              |              |              |              |  |  | 11 août 2020 | 11 août 2020 | 11 août 2020 | 11 août 2020 |
|  | 28 juillet 2020                      |                                      |                         |                         | New York City FC        | New York City FC        | 1                | 1                |                  |                  |  |  |              |              |              |              |  |  | 11 août 2020 | 11 août 2020 | 11 août 2020 | 11 août 2020 |
|  |                                      |                                      | Timbers de Portland     | Timbers de Portland     | 4                       | 4                       |                  |                  |                  |                  |  |  |              |              |              |              |  |  | 11 août 2020 | 11 août 2020 | 11 août 2020 | 11 août 2020 |
|  | Timbers de Portland tab              | Timbers de Portland tab              | Timbers de Portland     | Timbers de Portland     | 4                       | 4                       | 1 (4)            | 1 (4)            |                  |                  |  |  |              |              |              |              |  |  | 11 août 2020 | 11 août 2020 | 11 août 2020 | 11 août 2020 |
|  | Timbers de Portland tab              | Timbers de Portland tab              | 31 juillet 2020         |                         |                         |                         | 1 (4)            | 1 (4)            |                  |                  |  |  |              |              |              |              |  |  | 11 août 2020 | 11 août 2020 | 11 août 2020 | 11 août 2020 |
|  | FC Cincinnati                        | FC Cincinnati                        | 1 (2)                   | 1 (2)                   |                         |                         |                  |                  |                  |                  |  |  |              |              |              |              |  |  | 11 août 2020 | 11 août 2020 | 11 août 2020 | 11 août 2020 |
|  | FC Cincinnati                        | FC Cincinnati                        | 1 (2)                   | 1 (2)                   | Timbers de Portland     | Timbers de Portland     | 2                | 2                |                  |                  |  |  |              |              |              |              |  |  |              |              |              |              |
|  | 25 juillet 2020                      |                                      |                         |                         | Timbers de Portland     | Timbers de Portland     | 2                | 2                |                  |                  |  |  |              |              |              |              |  |  |              |              |              |              |
|  |                                      |                                      | Orlando City SC         | Orlando City SC         | 1                       | 1                       |                  |                  |                  |                  |  |  |              |              |              |              |  |  |              |              |              |              |
|  | Orlando City SC                      | Orlando City SC                      | Orlando City SC         | Orlando City SC         | 1                       | 1                       | 1                | 1                |                  |                  |  |  |              |              |              |              |  |  |              |              |              |              |
|  | Orlando City SC                      | Orlando City SC                      |                         |                         |                         |                         |                  | 1                |                  |                  |  |  |              |              |              |              |  |  |              |              |              |              |
|  | Impact de Montréal                   | Impact de Montréal                   | 0                       | 0                       |                         |                         |                  |                  |                  |                  |  |  |              |              |              |              |  |  |              |              |              |              |
|  | Impact de Montréal                   | Impact de Montréal                   | 0                       | 0                       | Orlando City SC tab     | Orlando City SC tab     | 1 (5)            | 1 (5)            |                  |                  |  |  |              |              |              |              |  |  |              |              |              |              |
|  | 27 juillet 2020                      |                                      |                         |                         | Orlando City SC tab     | Orlando City SC tab     | 1 (5)            | 1 (5)            |                  |                  |  |  |              |              |              |              |  |  |              |              |              |              |
|  |                                      |                                      | Los Angeles FC          | Los Angeles FC          | 1 (4)                   | 1 (4)                   |                  |                  |                  |                  |  |  |              |              |              |              |  |  |              |              |              |              |
|  | Sounders de Seattle                  | Sounders de Seattle                  | Los Angeles FC          | Los Angeles FC          | 1 (4)                   | 1 (4)                   | 1                | 1                |                  |                  |  |  |              |              |              |              |  |  |              |              |              |              |
|  | Sounders de Seattle                  | Sounders de Seattle                  | 1er août 2020           |                         |                         |                         | 1                | 1                |                  |                  |  |  |              |              |              |              |  |  |              |              |              |              |
|  | Los Angeles FC                       | Los Angeles FC                       | 4                       | 4                       |                         |                         |                  |                  |                  |                  |  |  |              |              |              |              |  |  |              |              |              |              |
|  | Los Angeles FC                       | Los Angeles FC                       | 4                       | 4                       | Orlando City SC         | Orlando City SC         | 3                | 3                |                  |                  |  |  |              |              |              |              |  |  |              |              |              |              |
|  | 27 juillet 2020                      |                                      |                         |                         | Orlando City SC         | Orlando City SC         | 3                | 3                |                  |                  |  |  |              |              |              |              |  |  |              |              |              |              |
|  |                                      |                                      | Minnesota United        | Minnesota United        | 1                       | 1                       |                  |                  |                  |                  |  |  |              |              |              |              |  |  |              |              |              |              |
|  | Earthquakes de San José              | Earthquakes de San José              | Minnesota United        | Minnesota United        | 1                       | 1                       | 5                | 5                |                  |                  |  |  |              |              |              |              |  |  |              |              |              |              |
|  | Earthquakes de San José              | Earthquakes de San José              |                         |                         |                         |                         |                  | 5                |                  |                  |  |  |              |              |              |              |  |  |              |              |              |              |
|  | Real Salt Lake                       | Real Salt Lake                       | 2                       | 2                       |                         |                         |                  |                  |                  |                  |  |  |              |              |              |              |  |  |              |              |              |              |
|  | Real Salt Lake                       | Real Salt Lake                       | 2                       | 2                       | Earthquakes de San José | Earthquakes de San José | 1                | 1                |                  |                  |  |  |              |              |              |              |  |  |              |              |              |              |
|  | 28 juillet 2020                      |                                      |                         |                         | Earthquakes de San José | Earthquakes de San José | 1                | 1                |                  |                  |  |  |              |              |              |              |  |  |              |              |              |              |
|  |                                      |                                      | Minnesota United        | Minnesota United        | 4                       | 4                       |                  |                  |                  |                  |  |  |              |              |              |              |  |  |              |              |              |              |
|  | Crew de Columbus                     | Crew de Columbus                     | Minnesota United        | Minnesota United        | 4                       | 4                       | 1 (3)            | 1 (3)            |                  |                  |  |  |              |              |              |              |  |  |              |              |              |              |
|  | Crew de Columbus                     | Crew de Columbus                     |                         |                         |                         |                         |                  | 1 (3)            |                  |                  |  |  |              |              |              |              |  |  |              |              |              |              |
|  | Minnesota United tab                 | Minnesota United tab                 | 1 (5)                   | 1 (5)                   |                         |                         |                  |                  |                  |                  |  |  |              |              |              |              |  |  |              |              |              |              |
|  | Minnesota United tab                 | Minnesota United tab                 | 1 (5)                   | 1 (5)                   |                         |                         |                  |                  |                  |                  |  |  |              |              |              |              |  |  |              |              |              |              |
|  |                                      |                                      |                         |                         |                         |                         |                  |                  |                  |                  |  |  |              |              |              |              |  |  |              |              |              |              |

#### Huitièmes de finale
| 25 juillet 2020      | Orlando City SC | 1 - 0   | Impact de Montréal |                                                        |                                                        |
| 20h00 (heure locale) | Akindele 60e    | (0 - 0) |                    | Spectateurs : Huis clos Arbitrage : Marcos de Oliveira | Spectateurs : Huis clos Arbitrage : Marcos de Oliveira |
| 20h00 (heure locale) | Rapport         |         |                    | Spectateurs : Huis clos Arbitrage : Marcos de Oliveira | Spectateurs : Huis clos Arbitrage : Marcos de Oliveira |

| 25 juillet 2020      | Union de Philadelphie | 1 - 0   | Revolution de la Nouvelle-Angleterre |                                                   |                                                   |
| 22h30 (heure locale) | Santos 63e            | (0 - 0) |                                      | Spectateurs : Huis clos Arbitrage : Ismail Elfath | Spectateurs : Huis clos Arbitrage : Ismail Elfath |
| 22h30 (heure locale) | Rapport               |         |                                      | Spectateurs : Huis clos Arbitrage : Ismail Elfath | Spectateurs : Huis clos Arbitrage : Ismail Elfath |

| 26 juillet 2020      | Toronto FC  | 1 - 3   | New York City FC                      |                                                    |                                                    |
| 20h30 (heure locale) | Mullins 87e | (0 - 1) | 5e Medina 55e Castellanos 81e Moralez | Spectateurs : Huis clos Arbitrage : Alex Chilowicz | Spectateurs : Huis clos Arbitrage : Alex Chilowicz |
| 20h30 (heure locale) | Rapport     |         |                                       | Spectateurs : Huis clos Arbitrage : Alex Chilowicz | Spectateurs : Huis clos Arbitrage : Alex Chilowicz |

| 26 juillet 2020      | Sporting de Kansas City  | 0 - 0             | Whitecaps de Vancouver       |                                                  |                                                  |
| 23h00 (heure locale) |                          | (0 - 0, 0 - 0)    |                              | Spectateurs : Huis clos Arbitrage : Victor Rivas | Spectateurs : Huis clos Arbitrage : Victor Rivas |
| 23h00 (heure locale) | Rapport                  |                   |                              | Spectateurs : Huis clos Arbitrage : Victor Rivas | Spectateurs : Huis clos Arbitrage : Victor Rivas |
| 23h00 (heure locale) | Pulido Ilie Sallói Busio | Tirs au but 3 - 1 | Dájome Owusu Cornelius Reyna | Spectateurs : Huis clos Arbitrage : Victor Rivas | Spectateurs : Huis clos Arbitrage : Victor Rivas |

| 27 juillet 2020      | Earthquakes de San José                                                       | 5 - 2   | Real Salt Lake            |                                                  |                                                  |
| 20h30 (heure locale) | Espinoza 21e Eriksson 49e (pen.) 90+6e (pen.) Qazaishvili 61e Wondolowski 86e | (1 - 1) | 22e Martínez 75e Kreilach | Spectateurs : Huis clos Arbitrage : Drew Fischer | Spectateurs : Huis clos Arbitrage : Drew Fischer |
| 20h30 (heure locale) | Rapport                                                                       |         |                           | Spectateurs : Huis clos Arbitrage : Drew Fischer | Spectateurs : Huis clos Arbitrage : Drew Fischer |

| 27 juillet 2020      | Sounders de Seattle | 1 - 4   | Los Angeles FC                                  |                                                  |                                                  |
| 23h00 (heure locale) | Bruin 75e           | (0 - 2) | 14e (pen.) 82e Rossi 39e Blessing 89e Rodríguez | Spectateurs : Huis clos Arbitrage : Jair Marrufo | Spectateurs : Huis clos Arbitrage : Jair Marrufo |
| 23h00 (heure locale) | Rapport             |         |                                                 | Spectateurs : Huis clos Arbitrage : Jair Marrufo | Spectateurs : Huis clos Arbitrage : Jair Marrufo |

| 28 juillet 2020      | Crew de Columbus            | 1 - 1             | Minnesota United                        |                                                   |                                                   |
| 20h00 (heure locale) | Zardes 79e                  | (0 - 1, 1 - 1)    | 18e Lod                                 | Spectateurs : Huis clos Arbitrage : Allen Chapman | Spectateurs : Huis clos Arbitrage : Allen Chapman |
| 20h00 (heure locale) | Rapport                     |                   |                                         | Spectateurs : Huis clos Arbitrage : Allen Chapman | Spectateurs : Huis clos Arbitrage : Allen Chapman |
| 20h00 (heure locale) | Adi Santos Cadden Zelarayán | Tirs au but 3 - 5 | Alonso Greguš Schoenfeld Edwards Gasper | Spectateurs : Huis clos Arbitrage : Allen Chapman | Spectateurs : Huis clos Arbitrage : Allen Chapman |

| 28 juillet 2020      | Timbers de Portland         | 1 - 1             | FC Cincinnati               |                                                        |                                                        |
| 22h30 (heure locale) | Niezgoda 67e                | (0 - 0, 1 - 1)    | 81e (pen.) Locadia          | Spectateurs : Huis clos Arbitrage : Armando Villarreal | Spectateurs : Huis clos Arbitrage : Armando Villarreal |
| 22h30 (heure locale) | Rapport                     |                   |                             | Spectateurs : Huis clos Arbitrage : Armando Villarreal | Spectateurs : Huis clos Arbitrage : Armando Villarreal |
| 22h30 (heure locale) | Valeri Mora Blanco Niezgoda | Tirs au but 4 - 2 | de Jong Cruz Locadia Waston | Spectateurs : Huis clos Arbitrage : Armando Villarreal | Spectateurs : Huis clos Arbitrage : Armando Villarreal |

#### Quarts de finale
| 30 juillet 2020      | Union de Philadelphie     | 3 - 1   | Sporting de Kansas City |                                                  |                                                  |
| 20h00 (heure locale) | Jamiro 24e Santos 26e 39e | (3 - 1) | 45+1e Pulido            | Spectateurs : Huis clos Arbitrage : Ramy Touchan | Spectateurs : Huis clos Arbitrage : Ramy Touchan |
| 20h00 (heure locale) | Rapport                   |         |                         | Spectateurs : Huis clos Arbitrage : Ramy Touchan | Spectateurs : Huis clos Arbitrage : Ramy Touchan |

| 31 juillet 2020      | Orlando City SC                     | 1 - 1             | Los Angeles FC                          |                                                      |                                                      |
| 19h30 (heure locale) | Moutinho 90e                        | (0 - 0, 1 - 1)    | 60e Wright-Phillips                     | Spectateurs : Huis clos Arbitrage : Joseph Dickerson | Spectateurs : Huis clos Arbitrage : Joseph Dickerson |
| 19h30 (heure locale) | Rapport                             |                   |                                         | Spectateurs : Huis clos Arbitrage : Joseph Dickerson | Spectateurs : Huis clos Arbitrage : Joseph Dickerson |
| 19h30 (heure locale) | Pereyra Smith Moutinho Antônio Nani | Tirs au but 5 - 4 | Ginella Harvey Rossi Rodríguez Blessing | Spectateurs : Huis clos Arbitrage : Joseph Dickerson | Spectateurs : Huis clos Arbitrage : Joseph Dickerson |

| 1er août 2020        | Earthquakes de San José | 1 - 4   | Minnesota United                            |                                                  |                                                  |
| 20h00 (heure locale) | Eriksson 50e (pen.)     | (0 - 2) | 20e Lod 21e Hayes 56e Amarilla 86e Hairston | Spectateurs : Huis clos Arbitrage : Jair Marrufo | Spectateurs : Huis clos Arbitrage : Jair Marrufo |
| 20h00 (heure locale) | Rapport                 |         |                                             | Spectateurs : Huis clos Arbitrage : Jair Marrufo | Spectateurs : Huis clos Arbitrage : Jair Marrufo |

| 1er août 2020        | New York City FC  | 1 - 3   | Timbers de Portland            |                                                   |                                                   |
| 22h30 (heure locale) | Medina 27e (pen.) | (1 - 1) | 43e Blanco 65e Valeri 76e Polo | Spectateurs : Huis clos Arbitrage : Allen Chapman | Spectateurs : Huis clos Arbitrage : Allen Chapman |
| 22h30 (heure locale) | Rapport           |         |                                | Spectateurs : Huis clos Arbitrage : Allen Chapman | Spectateurs : Huis clos Arbitrage : Allen Chapman |

#### Demi-finales
| 5 août 2020          | Union de Philadelphie | 1 - 2   | Timbers de Portland     |                                                   |                                                   |
| 20h00 (heure locale) | Wooten 85e            | (0 - 1) | 13e Ebobisse 70e Blanco | Spectateurs : Huis clos Arbitrage : Allen Chapman | Spectateurs : Huis clos Arbitrage : Allen Chapman |
| 20h00 (heure locale) | Rapport               |         |                         | Spectateurs : Huis clos Arbitrage : Allen Chapman | Spectateurs : Huis clos Arbitrage : Allen Chapman |

| 6 août 2020          | Orlando City SC           | 3 - 1   | Minnesota United |                                                  |                                                  |
| 21h00 (heure locale) | Nani 36e 42e Michel 90+6e | (2 - 0) | 83e Toye         | Spectateurs : Huis clos Arbitrage : Drew Fischer | Spectateurs : Huis clos Arbitrage : Drew Fischer |
| 21h00 (heure locale) | Rapport                   |         |                  | Spectateurs : Huis clos Arbitrage : Drew Fischer | Spectateurs : Huis clos Arbitrage : Drew Fischer |

#### Finale
| 11 août 2020         | Timbers de Portland     | 2 - 1   | Orlando City SC | ESPN Wide World of Sports Complex, Bay Lake       |                                                   |
| 20h30 (heure locale) | Mabiala 27e Župarić 66e | (1 - 1) | 39e Pereyra     | Spectateurs : Huis clos Arbitrage : Ismail Elfath | Spectateurs : Huis clos Arbitrage : Ismail Elfath |
| 20h30 (heure locale) | Rapport                 |         |                 | Spectateurs : Huis clos Arbitrage : Ismail Elfath | Spectateurs : Huis clos Arbitrage : Ismail Elfath |

| Portland Timbers | Orlando City SC |

| Timbers de Portland : |    |                   |     |       |
|                       |    |                   |     |       |
| Gardien de but        | 12 | Steve Clark       |     |       |
|                       | 4  | Jorge Villafaña   | 73e |       |
|                       | 8  | Diego Valeri      |     | 90+1e |
|                       | 10 | Sebastián Blanco  |     | 89e   |
|                       | 13 | Dario Župarić     |     |       |
|                       | 15 | Chris Duvall      |     |       |
|                       | 17 | Jeremy Ebobisse   |     | 67e   |
|                       | 21 | Diego Chará       | 70e |       |
|                       | 30 | Eryk Williamson   |     |       |
|                       | 33 | Larrys Mabiala    | 44e |       |
|                       | 44 | Marvin Loría (en) |     | 67e   |
| Remplaçants :         |    |                   |     |       |
|                       | 7  | Andy Polo         |     | 67e   |
|                       | 11 | Jarosław Niezgoda |     | 67e   |
|                       | 9  | Felipe Mora       |     | 89e   |
|                       | 25 | Bill Tuiloma      |     | 90+1e |
| Entraîneur :          |    |                   |     |       |
| Giovanni Savarese     |    |                   |     |       |

| Orlando City SC : |    |                      |     |     |
|                   |    |                      |     |     |
| Gardien de but    | 1  | Pedro Gallese        |     |     |
|                   | 2  | Ruan (en)            | 85e | 87e |
|                   | 4  | João Moutinho        | 63e |     |
|                   | 6  | Robin Jansson (en)   |     |     |
|                   | 8  | Jhegson Méndez       |     | 71e |
|                   | 9  | Chris Mueller        |     | 71e |
|                   | 10 | Mauricio Pereyra     |     |     |
|                   | 13 | Tesho Akindele       |     | 78e |
|                   | 17 | Nani                 | 73e |     |
|                   | 20 | Oriol Rosell         |     | 79e |
|                   | 25 | Antônio Carlos (en)  | 47e |     |
| Remplaçants :     |    |                      |     |     |
|                   | 11 | Júnior Urso (en)     |     | 71e |
|                   | 19 | Benji Michel         |     | 71e |
|                   | 18 | Daryl Dike           |     | 78e |
|                   | 29 | Santiago Patiño (en) |     | 79e |
|                   | 24 | Kyle Smith (en)      |     | 87e |
| Entraîneur :      |    |                      |     |     |
| Óscar Pareja      |    |                      |     |     |

| Assistants : Kathryn Nesbitt Kyle Atkins Quatrième arbitre : Joe Dickerson Arbitre vidéo : Allen Chapman Assistants arbitre vidéo : Logan Brown Homme du Match : Diego Valeri |

## Statistiques et récompenses
| Rang | Joueur                  | Club                    | Buts | Passes |
| ---- | ----------------------- | ----------------------- | ---- | ------ |
| 1    | Diego Rossi             | Los Angeles FC          | 7    | 2      |
| 2    | Ayo Akinola             | Toronto FC              | 5    | 0      |
| 3    | Bradley Wright-Phillips | Los Angeles FC          | 4    | 2      |
| 4    | Jeremy Ebobisse         | Timbers de Portland     | 4    | 1      |
| 5    | Gyasi Zardes            | Crew de Columbus        | 4    | 0      |
| 6    | Sebastián Blanco        | Timbers de Portland     | 3    | 5      |
| 7    | Nani                    | Orlando City SC         | 3    | 3      |
| 8    | Magnus Eriksson         | Earthquakes de San José | 3    | 1      |
| 9    | Jesús Medina            | New York City FC        | 3    | 0      |
| 10   | Saphir Taïder           | Impact de Montréal      | 3    | 0      |
| 11   | Chris Mueller           | Orlando City SC         | 3    | 0      |
| 12   | Chris Wondolowski       | Earthquakes de San José | 3    | 0      |
| 13   | Sergio Santos           | Union de Philadelphie   | 3    | 0      |

| Rang | Joueur            | Club                    | Passes |
| ---- | ----------------- | ----------------------- | ------ |
| 1    | Sebastián Blanco  | Timbers de Portland     | 5      |
| 1    | Alejandro Pozuelo | Toronto FC              | 5      |
| 3    | Nani              | Orlando City SC         | 3      |
| 3    | Alan Pulido       | Sporting de Kansas City | 3      |
| 3    | Brian Rodríguez   | Los Angeles FC          | 3      |
| 3    | Diego Valeri      | Timbers de Portland     | 3      |
| 7    | Brenden Aaronson  | Union de Philadelphie   | 2      |
| 7    | José Aja (en)     | Minnesota United        | 2      |
| 7    | Corey Baird       | Real Salt Lake          | 2      |
| 7    | Alejandro Bedoya  | Union de Philadelphie   | 2      |
| 7    | Felipe            | D.C. United             | 2      |
| 7    | Francisco Ginella | Los Angeles FC          | 2      |
| 7    | Héber             | New York City FC        | 2      |
| 7    | Romain Métanire   | Minnesota United        | 2      |
| 7    | Jordan Morris     | Sounders de Seattle     | 2      |
| 7    | Matías Pellegrini | Inter Miami             | 2      |
| 7    | Lucas Zelarayán   | Crew de Columbus        | 2      |

### Récompenses individuelles
| Trophée               | Joueur           | Club                  |
| --------------------- | ---------------- | --------------------- |
| Meilleur joueur       | Sebastián Blanco | Timbers de Portland   |
| Meilleur jeune joueur | Diego Rossi      | Los Angeles FC        |
| Meilleur gardien      | Andre Blake      | Union de Philadelphie |
| Meilleur buteur       | Diego Rossi      | Los Angeles FC        |
| Meilleur but          | Andy Polo        | Timbers de Portland   |
| Meilleur arrêt        | Steve Clark      | Timbers de Portland   |

### Équipe-type
| Poste      | Joueurs          | Club                  |
| ---------- | ---------------- | --------------------- |
| Gardien    | Andre Blake      | Union de Philadelphie |
| Défenseurs | João Moutinho    | Orlando City SC       |
| Défenseurs | Mark McKenzie    | Union de Philadelphie |
| Défenseurs | Larrys Mabiala   | Timbers de Portland   |
| Défenseurs | Ruan (en)        | Orlando City SC       |
| Milieux    | Diego Chará      | Timbers de Portland   |
| Milieux    | Sebastián Blanco | Timbers de Portland   |
| Milieux    | Brenden Aaronson | Union de Philadelphie |
| Attaquant  | Nani             | Orlando City SC       |
| Attaquant  | Jeremy Ebobisse  | Timbers de Portland   |
| Attaquant  | Diego Rossi      | Los Angeles FC        |

| Club                  | Nombre de joueurs |
| --------------------- | ----------------- |
| Timbers de Portland   | 4                 |
| Orlando City SC       | 3                 |
| Union de Philadelphie | 3                 |
| Los Angeles FC        | 1                 |

### Récompenses hebdomadaires

#### Équipe de la semaine
| Semaine   | Gardien de but    | Défenseur                                               | Milieu de terrain                                                                      | Attaquant                                 |
| --------- | ----------------- | ------------------------------------------------------- | -------------------------------------------------------------------------------------- | ----------------------------------------- |
| Semaine 1 | Andre Blake       | Frédéric Brillant Justen Glad Kyle Duncan               | Memo Rodríguez (en) Darlington Nagbe Lucas Zelarayán Kevin Molino                      | Gyasi Zardes Ayo Akinola Gustavo Bou (en) |
| Semaine 2 | Pedro Gallese     | Richie Laryea Mauricio Pineda (en) Jonathan Mensah      | Alejandro Pozuelo Darlington Nagbe Brenden Aaronson Chris Mueller                      | Diego Rossi Jeremy Ebobisse Ayo Akinola   |
| Semaine 3 | Matt Turner       | Nick Lima Mark McKenzie Kendall Waston Anton Tinnerholm | Jordan Morris Matías Vera Ethan Finlay Yordy Reyna                                     | Jeremy Ebobisse Alan Pulido               |
| Semaine 4 | Thomas Hasal (en) | Kai Wagner Mark McKenzie Alexander Callens              | Valeri Qazaishvili Eduard Atuesta Osvaldo Alonso Maximiliano Moralez Cristian Espinoza | Valentín Castellanos Diego Rossi          |

#### But de la semaine
| Semaine   | Joueur          | Équipe                  |
| --------- | --------------- | ----------------------- |
| Semaine 1 | Lucas Zelarayán | Crew de Columbus        |
| Semaine 2 | Frankie Amaya   | FC Cincinnati           |
| Semaine 3 | Gerso Fernandes | Sporting de Kansas City |
| Semaine 4 | Sérgio Santos   | Union de Philadelphie   |

## Médias et diffuseurs
Tous les matchs du tournoi sont produits par ESPN en tant que diffuseur hôte et sont télévisés par les partenaires médiatiques de la Major League Soccer aux États-Unis, au Canada et dans le monde entier,. Selon les protocoles de santé, peu de membres du personnel d'ESPN ont un accès sur le terrain, le personnel de production sur place est divisé en petits groupes et toutes les rencontres sont commentées à distance (depuis le siège d'ESPN à Bristol). ESPN décide de ne pas utiliser le bruit de foule simulé pour ses diffusions, en se concentrant plutôt sur l'audio « amélioré » du jeu via des microphones intégrés sur le terrain. Fox Sports et Univision/TUDN ont déclaré qu'en revanche, ils utiliseront un bruit de foule artificiel. Fox offre des options pour l'audio de la foule sur les flux en ligne de ses matchs.
ESPN utilise trente-trois caméras sur les trois terrains, et a également utilisé des caméras de drone pour les prises de vue aériennes. Un mur bleu massif est érigé derrière la ligne de touche à la place des tribunes, qui est utilisé pour afficher les logos des sponsors.
Sur ESPN, Jon Champion (en) et Taylor Twellman sont les commentateurs principaux, tandis qu'Adrian Healey (en), Alejandro Moreno, Steve Cangialosi (en) et Shep Messing (en) sont appelé pour certains matchs, avec Stefano Fusaro comme journaliste sur place pour toutes les rencontres,. Sur Fox Sports, John Strong (en) et Stuart Holden sont les commentateurs principaux, tandis que Rob Stone (en), Alexi Lalas et Maurice Edu ont organisé les émissions d'avant-match et d'après-match pour certaines rencontres. Sur TVA Sports, Frédéric Lord et Vincent Destouches sont les commentateurs principaux, tandis qu'Hassoun Camara est appelé seulement pour les rencontres de l'Impact de Montréal. Chaque rencontre est précédée d’une émission d’avant-match de 30 minutes.